# Municipio Pedernales
El Municipio Pedernales es uno de los cuatro municipios que integran el estado Delta Amacuro, en Venezuela.

## Historia
Se llamó Distrito Pedernales hasta 1994, cuando pasó a denominarse municipio Pedernales. 
El espacio geográfico que ocupa este municipio perteneció al Distrito Guzmán Blanco, del cual fue capital, luego al Distrito Tucupita, luego fue decretado Municipio y después, Departamento hasta el 28 de junio de 1994 cuando se le volvió a dar categoría de Municipio, de acuerdo a la Ley de División Político Territorial decretada por la Asamblea Legislativa.

## Geografía
Está ubicado al noroeste de Delta Amacuro, limitando al norte y al este con el Océano Atlántico, al sur con el municipio Tucupita y al oeste con el estado Monagas. Tiene una superficie de 3.537 km², el más pequeño del estado Delta Amacuro, además posee una población estimada de 8.082 habitantes para el año 2018. Su capital es Pedernales.  

### Parroquias
| Parroquia                    | Superficie | Población | Capital    |
| ---------------------------- | ---------- | --------- | ---------- |
| Pedernales                   | 1264 km²   | 5874 hab. | Pedernales |
| Luis Beltrán Prieto Figueroa | 1226 km²   | 2208 hab. | Capure     |
| Municipio Pedernales         | 2490 km²   | 8082 hab  | Pedernales |

## Escudo del municipio Pedernales
Está constituido por un espacio de media ojiva con base superior, dividido en tres campos, delineado en color negro en representación a la riqueza petrolera de Pedernales.
El campo izquierdo de color amarillo representa el moriche fuente de nutrición, vestido y amparo del Warao; allí emerge la Iglesia Católica del Santo Cristo de Pedernales, su santo patrón, fundada en el siglo XVIII por misiones capuchinas.
En el campo derecho de color azul se denota una imponente torre de extracción petrolera, clave económica del municipio.
En el campo inferior a mitad del escudo un imponente atardecer con dos palafitos (vivienda indígena) en su interior chinchorros de fibra del moriche y curiaras como el medio de transporte del Warao.
Coronando el escudo una garza roja (picoca) en plácido vuelo, ave que abunda en la región; también una curiara rebosada de exóticas flores silvestres de diversos colores, en el centro el apreciado cangrejo azul nutritivo alimento e icono representativo de la región y algunos frutos que son el sustento tradicional como el moriche, coco y plátano.
Bordeando el escudo se presenta al margen izquierdo una palmera de coco y a la derecha una palmera de moriche que se entrelazan en la parte inferior del escudo con una cinta del tricolor municipal donde se indica la fecha “28 de Junio de 1994” cuando se designó a Pedernales como Municipio Autónomo. 

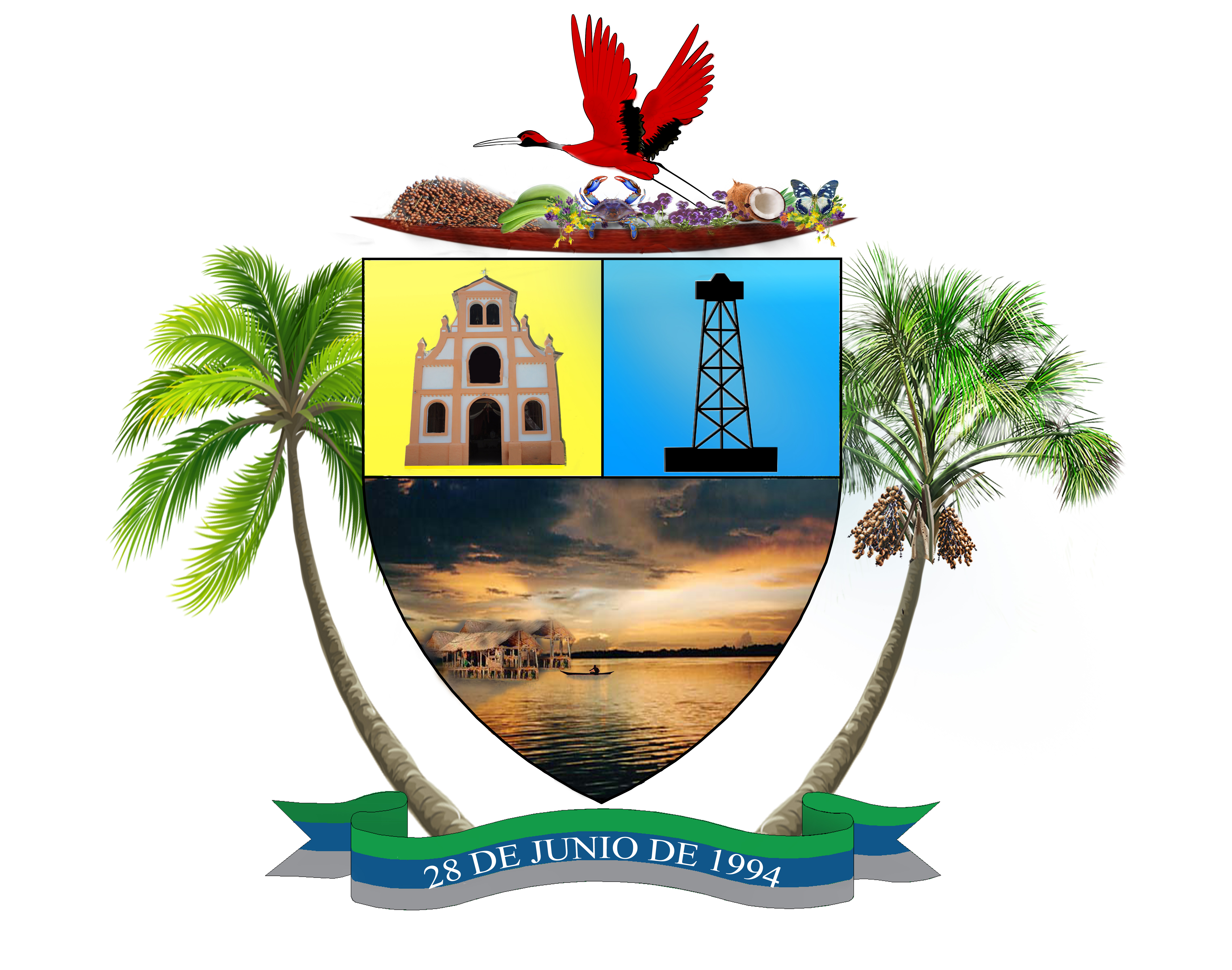
Diseño: Christian Pinto